# Cyril Descours
 (août 2017).
Pour les articles homonymes, voir Descours.
Cyril Descours est un acteur français, né le 15 juillet 1983 à Francfort-sur-le-Main en Allemagne de l'Ouest. Il joue au cinéma, à la télévision et au théâtre.

## Biographie

### Jeunesse et formations
Cyril Descours naît à Francfort-sur-le-Main, en Allemagne. Sa mère est Allemande. Pendant son enfance, il vit à Londres, en Angleterre. À 4 ans, il parle déjà français, allemand et anglais. Il a de plus des notions d'italien et d'espagnol.
Depuis l'école primaire, il pratique le théâtre. En 1999, s'inscrit au cours Florent pour trois ans.
De 2002 à 2003, il est inscrit en art dramatique au conservatoire à rayonnement communal du 10e arrondissement de Paris. Depuis 2005, il est membre de la Compagnie de théâtre Pas de Dieux et a poursuivi des études en maîtrise de traduction littéraire.

### Carrière
En 2000, son premier rôle sur scène intervient dans la pièce de théâtre La guerre de Troie n'aura pas lieu de Jean Giraudoux. En même temps, il interprète un rôle dans le court métrage Le Jour de grâce de Jérôme Salle.
En 2001, il apparaît à la télévision dans L'Enfant de l'aube, téléfilm de Marc Angelo, d'après le roman de Patrick Poivre d'Arvor qui totalisa 10 100 000 téléspectateurs sur TF1 lors de sa diffusion le 14 janvier 2004.
Il a également tourné une pub pour le parfum Trésor Midnight Rose avec l'actrice britannique Emma Watson.

### Vie privée
Cyril Descours est ceinture noire de karaté, pratique la natation, le roller, le snowboard, le tennis et l'équitation.
En 2008, il est en couple avec l'actrice et danseuse Alessandra Martines, jusqu'en 2017, de 20 ans son aînée. Leur fils Hugo est né le 26 octobre 2012.

### Formation
- 1999 : Cours Florent - Vytas Kraujelis
- 2000 : Cours Florent - Angélique Charmey
- 2001 : Cours Florent - Thibaut Lacour
- 2002 : Conservatoire du Xe arrondissement - Jean-Louis Bihoreau
- 2003 : Conservatoire du Xe arrondissement - Jean-Louis Bihoreau
- 2005 à 2007 : Cie de théâtre physique « Pas de Dieux »

## Filmographie

### Cinéma

#### Longs métrages
- 2004 : Troubles Sens d’Anna Condo : le serveur
- 2005 : Französisch für Anfänger de Christian Ditter : Matthieu
- 2005 : Paris, je t'aime (film collectif), segment Quais de Seine réalisé par Gurinder Chadha – François
- 2009 : Une petite zone de turbulences d’Alfred Lot : Mathieu
- 2010 : Complices de Frédéric Mermoud : Vincent
- 2011 : La Ligne droite de Régis Wargnier : Yannick
- 2011 : Madame Solario de René Féret : Eugène Harden
- 2014 : Passer l'hiver d'Aurélia Barbet : Michel
- 2015 : Ciel rouge d'Olivier Lorelle : Philippe Merlen
- 2017 : Chez nous de Lucas Belvaux
- 2017 : Les Gardiennes de Xavier Beauvois : Georges
- 2025 : Le Dernier Souffle de Costa-Gavras : Fils aîné Magnan

#### Courts métrages
- 2000 : Le Jour de grâce de Jérôme Salle : Grandjean le « bleuet »
- 2005 : Ming d'or de Jennifer Devoldère
- 2007 : Silence ! on voudrait bien s'aimer d’Alain Minot : Jeannot
- 2013 : Boys Band Théorie de Christophe Charrier
- 2021 : Le Rêve des Apaches de Hélie Chomiac : Milo
- 2022 : Derrière la nuit  de Jean Decré
- 2022 : Panier de crabes de Sylvain Certain

### Télévision
- 2003 : L'Enfant de l'aube, de Marc Angelo, Tristan (TF1)
- 2004 : Les Montana, de Benoît d'Aubert : Johan Kowalski (France 2)
- 2004-2005 : Clara Sheller de Renaud Bertrand : Ben (France 2)
- 2005 : Joseph, téléfilm de Marc Angelo : Léo (TF1)
- 2006 : Le Président Ferrare d’Alain Nahum : Romain (France 2)
- 2006 : Vive la bombe ! de Jean-Pierre Sinapi : Philippe (Arte)
- 2006 : Rilke et Rodin de Bernard Malaterre : Rainer Maria Rilke (Arte)
- 2007 : L'Affaire Christian Ranucci : Le Combat d'une mère de Denys Granier-Deferre (TF1)
- 2007 : Sa raison d'être de Renaud Bertrand : Jérôme (France 2)
- 2007 : John Adams de Tom Hooper : Citizen Genet (HBO)
- 2008 : La Reine et le Cardinal de Marc Rivière – Louis XIV à 20 ans (France 2)
- 2010 : Un village français : un responsable communiste envoyé de Paris
- 2011 : Publicité du parfum Trésor Midnight Rose pour la marque Lancôme avec Emma Watson
- 2011 : Le Chant des Sirènes de Laurent Herbiet : le garçon
- 2013 : Une femme dans la Révolution de Jean-Daniel Verhaeghe : Benjamin (France 3)
- 2017 : La Fin de la nuit de Lucas Belvaux : Thomas Pian
- 2017 : Peur sur la base de Laurence Katrian : Nathan Berken
- 2017 : Mystère au Louvre de Léa Fazer : Frédéric Delage
- 2019 : Laëtitia de Jean-Xavier de Lestrade : Juge Martinot
- 2020 : De Gaulle, l'éclat et le secret de François Velle : Geoffroy Chodron de Courcel
- 2021 : Le Bruit des trousseaux de Philippe Claudel : Alexis Pasquier
- 2025 : La Manière forte de Vincent Primault : substitut Albertini

## Doublage

### Cinéma

#### Films
- Kasper Dalsgaard (da) dans :
  - Maybe Baby (da) (2023) : Malthe
  - Maybe Baby 2 (sv) (2024) : Malthe
- Joseph Quinn dans :
  - Sans un bruit : Jour 1 (2024) : Eric
  - Gladiator 2 (2024) : l'empereur Geta
- 2023 : Iron Claw : Mike Von Erich (en) (Stanley Simons)
- 2023 : Race for Glory: Audi vs. Lancia : Christian Geistdörfer (Enrico Oldrati)
- 2023 : L'Académie de M. Kleks (pl) : le prince Vincent (Daniel Walasek)
- 2024 : Imaginary : Max (Tom Payne)
- 2024 : Air Force One Down : l'agent Jim Richards (Trevor Van Uden)
- 2024 : Le Ministère de la Sale Guerre : Ian Fleming (Freddie Fox)
- 2024 : Alien: Romulus : Bjorn (Spike Fearn (en))
- 2024 : The American Society of Magical Negroes : Jason (Drew Tarver)
- 2025 : 28 Ans plus tard : Erik Sundqvist (Edvin Ryding)

#### Films d'animation
- 2024 : Le Seigneur des Anneaux : La Guerre des Rohirrim : Fréaláf Hildeson

### Télévision

#### Séries télévisées
- 2023 : Wolf Pack : ? (?)
- 2023 : Culprits : Arnaque à l'anglaise (en) : l'officier Halliday (Mike Taylor)
- 2024 : Masters of the Air : Kriegie (Jamie Passey) (mini-série)
- 2024 : Dans cette vie ou une autre (es) : Victor Sandoval (Victor Sandoval) (mini-série)
- 2024 : Before (en) : l'épidémiologiste (Sid Solomon) (mini-série)
- 2024 : Wonderboys (it) : Guide [Qui ?]
- 2024 : Lost Boys and Fairies : Daniel (Haydn Hoskins) (mini-série)

#### Séries d'animation
- 2024 : Goldorak U (it) : Alcor

## Théâtre

### Pièces
- 1999 : La guerre de Troie n'aura pas lieu de Jean Giraudoux
- 2000 : Le Mariage de Figaro de Beaumarchais
- 2001 : Les Femmes savantes de Molière
- 2001 : « Art » de Yasmina Reza
- 2001 : Le Dindon de Georges Feydeau
- 2002 : Il est important d’être Aimé d'Oscar Wilde
- 2002 : Qui a peur de Virginia Woolf ? d’Edward Albee, mise en scène Isabelle Karsenti
- 2003 : Roméo et Juliette de William Shakespeare, mise en scène Jean-Louis Bihoreau
- 2004 : Tartuffe de Molière, mise en scène Juliette Vilcour
- 2005 : Les Caprices de Marianne d’Alfred de Musset, mise en scène Kim-Michelle Broderick
- 2005 : Demandes en Mariage de Michel Melki
- 2006 : Don Qui de Leela Alaniz
- 2007 : Palindromes de Leela Alaniz
- 2017 : Õ Gilgamesh d'Edgar Alemany (CAGE Compagnie)
- 2019-2025 : Edmond d’Alexis Michalik au théâtre du Palais-Royal dans le rôle de Léonidas Volny

### Comédies musicales
- 1998 : Christophe Colomb – M. Martin
- 2005 : Les Enfants d’Izieu – Dominique Vaudeville